# Bassim Qassim
Bassim Qassim (in arabo باسم قاسم السامرائي‎?; 22 marzo 1959) è un allenatore di calcio ed ex calciatore iracheno, di ruolo centrocampista.

## Carriera
Con la Nazionale irachena ha partecipato ai Mondiali 1986 disputando 2 partite.